# Acalolepta pseudodentifera
Acalolepta pseudodentifera es una especie de escarabajo longicornio del género Acalolepta, tribu Monochamini, subfamilia Lamiinae. Fue descrita científicamente por Breuning en 1942.
Se distribuye por Malasia. Mide aproximadamente 15 milímetros de longitud.